# Edison Méndez
Edison Vicente Méndez Méndez (Ibarra, 16 maart 1979) is een Ecuadoraans voormalig profvoetballer die voornamelijk speelde als middenvelder. Hij was van 1997 tot en met 2015 actief voor onder meer Deportivo Quito, LDU Quito en PSV. Méndez was van 2000 tot en met 2014 international in het Ecuadoraans voetbalelftal, waarvoor hij 111 interlands speelde en achttien keer scoorde. Zijn bijnaam luidt La Luz ('Het Licht').

## Carrière
Méndez is een middenvelder en speelde zijn eerste interland op 8 maart 2000 tegen Honduras. Hij maakte deel uit van de selectie voor het Wereldkampioenschap voetbal 2002 en het Wereldkampioenschap voetbal 2006 en speelde tot en met 12 augustus 2007 72 interlands, waarin hij tien maal tot scoren kwam.
Na het Wereldkampioenschap voetbal 2006 maakte Mendez voor het eerst een transfer naar een Europese competitie. Hij verliet zijn club LDU Quito en tekende bij PSV. Een lucratiever aanbod van Charlton Athletic FC uit de Engelse Premiership sloeg hij af: "Ik wilde op PSV wachten. Soms kies je niet voor het geld. Ik denk dat het belangrijkste is dat je ergens speelt waar je je goed voelt." In 2009 liet PSV Mendez voor een 'vriendenprijs' van 300.000,- euro terugkeren naar LDU Quito, waar de Ecuadoraan weer heen wilde om dichter bij zijn moeder te kunnen zijn. Daarbij werd afgesproken dat PSV zou meedelen in het transferbedrag wanneer Mendez later doorverkocht zou worden.

## Clubstatistieken
| Seizoen | Club                    | Competitie             | Duels | Goals |
| ------- | ----------------------- | ---------------------- | ----- | ----- |
| 1997    | Deportivo Quito         | Campeonato Ecuatoriano | 27    | 1     |
| 1998    | Deportivo Quito         | Campeonato Ecuatoriano | 28    | 1     |
| 1999    | Deportivo Quito         | Campeonato Ecuatoriano | 39    | 0     |
| 2000    | Deportivo Quito         | Campeonato Ecuatoriano | 31    | 2     |
| 2001    | Deportivo Quito         | Campeonato Ecuatoriano | 33    | 4     |
| 2002    | Deportivo Quito         | Campeonato Ecuatoriano | 31    | 2     |
| 2003    | El Nacional             | Campeonato Ecuatoriano | 34    | 4     |
| 2003/04 | Club Deportivo Irapuato | Primera División       | 16    | 5     |
| 2004/05 | Santos Laguna           | Primera División       | 14    | 2     |
| 2005    | LDU Quito               | Campeonato Ecuatoriano | 42    | 4     |
| 2006    | LDU Quito               | Campeonato Ecuatoriano | 18    | 2     |
| 2006/07 | PSV                     | Eredivisie             | 26    | 5     |
| 2007/08 | PSV                     | Eredivisie             | 20    | 1     |
| 2008/09 | PSV                     | Eredivisie             | 26    | 3     |
| 2009    | LDU Quito               | Campeonato Ecuatoriano | 8     | 0     |
| 2010    | LDU Quito               | Campeonato Ecuatoriano | 15    | 6     |
| 2010    | Atlético Mineiro        | Série A                | 9     | 0     |
| 2011    | Club Sport Emelec       | Campeonato Ecuatoriano | 35    | 5     |
| 2012    | LDU Quito               | Campeonato Ecuatoriano | 19    | 1     |
| 2013    | LDU Quito               | Campeonato Ecuatoriano | 28    | 5     |
| 2014    | Independiente Santa Fe  | Categoría Primera A    | 10    | 0     |
| 2015    | El Nacional             | Campeonato Ecuatoriano | 21    | 4     |
| Totaal  | Totaal                  |                        | 530   | 63    |

| WK-statistieken           | Club      | Positie      | W |   |   | D | A |   |   |   |
| ------------------------- | --------- | ------------ | - | - | - | - | - | - | - | - |
| WK voetbal 2006 - Ecuador | LDU Quito | Middenvelder | 4 | 0 | 0 | 0 | 2 | 1 | 0 | 0 |

## Erelijst
LDU Quito
- Copa Sudamericana

2009
- Campeonato Ecuatoriano

2005 (A)
 PSV
- Kampioen van Nederland

2006/07, 2007/08
- Johan Cruijff Schaal

2008